# Аткуль (Новосибірська область)
Аткуль (рос. Аткуль) — село у Каргатському районі Новосибірської області Російської Федерації.
Входить до складу муніципального утворення Маршанська сільрада. Населення становить 172 особи (2010).

## Історія
Згідно із законом від 2 червня 2004 року органом місцевого самоврядування є Маршанська сільрада.

## Населення
| 2002 | 2007 | 2010 |
| ---- | ---- | ---- |
| 214  | ↘178 | ↘172 |